# Setrill islàmic
El Setrill islàmic és una peça arqueològica localitzada en les excavacions de la ciutat islàmica del Pla d'Almatà, a Balaguer. És una ampolla de cocció oxidant, de forma globular, coll cilíndric amb un escanyament a la meitat. No té abocador, si bé la vora té forma triangular. La base es plana. Tota la peça esta coberta per un vidrat monocrom de tonalitat melada, tot i que a l'exterior es troba decorada amb uns regalims de manganès sota coberta melada.
Mitjançant estudis químics dels residus conservats a la peça s'ha pogut comprovar que contenia oli, segurament d'oliva. Aquest és molt probable que procedís de les nombroses plantacions d'oliveres dels voltants de Balaguer, com la citada en un document de 1082 a la partida del Macip, al nord de la ciutat. Igualment, les troballes realitzades al Pla d'Almatà certifiquen la presencia de pinyols d'oliva carbonitzats o mineralitzats, juntament amb llavors de raïm, préssec, peres, pomes i cereals, que han permès reconstruir la dieta dels habitants de Madina Balaguer al segle xi.